# 201-я охранная дивизия
201-я охранная дивизия (нем: 201. Sicherungs-Division) — немецкая пехотная дивизия, предназначенная для охраны тыла действующей армии и поддержания оккупационного режима. Это подразделение было развернуто в оккупированных Германией районах Советского Союза и отвечало за широкомасштабные военные преступления, включая гибель тысяч гражданских лиц.

## Формирование
Дивизия была развернута в июне 1942 года из 201-й охранной бригады, действовавшей на Восточном фронте во время операции «Барбаросса» в оккупированных районах Советского Союза в тылу группы армий «Центр». Бригада участвовала в убийстве еврейского населения наряду с айнзатцкомандой 9 из айнзацгруппы Б.

## Командиры
- генерал-лейтенант Альфред Якоби (20 мая 1942 года — 13 октября 1944 года)
- генерал-майор Мартин Берг (13-20 октября 1944 года)
- генерал-майор Антон Эберт (20 октября 1944 года — 8 мая 1945 года)[1][3]

## Состав
- 406-й гренадерский полк
- 62-й охранный полк (командир — майор Шредер)[4]. С марта по декабрь 1942 года полку был подчинён 201-й батальон шуцманшафта.
- 64-й охранный полк
- 601-й охранный полк
- II батальон 213-го артиллерийского полка.
- 201-й восточный кавалерийский эскадрон
- 201-я рота связи
- 466-й обозный отряд

### Тайная полевая полиция
Дивизии были подчинены группы тайной полевой полиции (нем: Geheime Feldpolizei).

707-я группа. С 5 января 1943 по 1944 год. Базирование — Бобруйск

710-я группа. С 15 марта 1942 по 1943 год. Базирование — Полоцк, с периферийными командами в Дриссе, Невеле, и Дретуне

717-я группа. 1942—1943. Базирование — Дрисса

724-я группа. С 10 марта 1942 по 1943 год. Базирование — Гомель

### Комендатуры
Дивизии были непосредственно подчинены фельдкомендатуры 181(Лепель), 749(Полоцк (1941—1942), Лепель (1944)); ортскомендатуры 262(Россоно (1941), Шумилино (1941), Дрисса (1943), Бешенковичи (1943)), 335(Полоцк (1943), Браслав(1944)), 846(Сенно), 851(Лепель (1941—1943), Логойск (1943))
Также дивизии были приданы: фельдкомендатура 815(Витебск (1941), Полоцк (июль 1942 — январь 1943), Городок (1943—1944)), ортскомендатуры 282(Витебск), 508(Свислочь).

## Служба

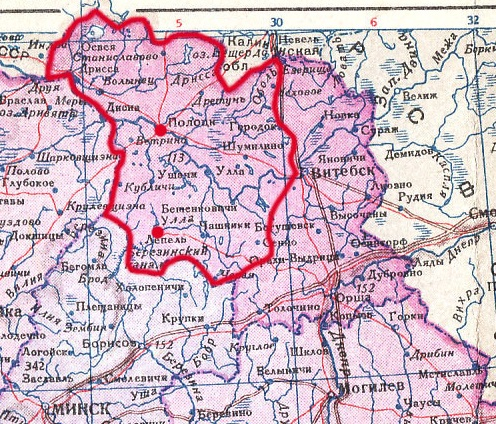
Зона ответственности 201-й охранной дивизии в Белоруссии 1942-1944гг

После переформирования в дивизию, подразделение оперировало в Витебской области Белорусской ССР. Его обязанности включали обеспечение безопасности коммуникаций и линий снабжения, а также борьбу с партизанами в тылу Вермахта. Контрпартизанские операции в «заражённых бандитами» районах привели к уничтожению населённых пунктов, убийствам и депортации населения в Германию.
В сентябре 1942 года дивизия сообщила об уничтожении 864 партизан и передаче 245 человек тайной полевой полиции Вермахта. Потери дивизии при этом составили 8 убитых и 25 раненых. Трофеи составили 99 единиц стрелкового оружия. В начале 1943 года дивизия в ходе контрпартизанских операций уничтожила 2737 «бандитов» при собственных потерях 109 человек.
В феврале 1943 года дивизия была направлена на фронт, и почти полностью разгромлена во время летней наступательной операции Красной Армии в 1944 году. В августе 1944 года дивизия снова была отведена в тыл. Распущена в январе 1945 года.

### Контрпартизанские операции
Подразделения дивизии участвовали в следующих контрпартизанских операциях:
- «Пантера» (нем: Panther) август 1942, Россонский район
- «Рысь» (нем: Luchs) сентябрь 1942, Бешенковический район
- «Молния» (нем: Blitz) сентябрь-октябрь 1942, Бешенковический и Сиротинский районы
- «Клетка обезьяны» (нем: Affenkäfig) ноябрь 1942, Городокский, Меховский, Невельский районы
- «Заяц-беляк» (нем: Schneehase) февраль 1943, Россоно-Освейская партизанская зона
- «Зимнее волшебство» (нем: Winterzauber) февраль-март 1943, Россоно-Освейская партизанская зона
- «Шаровая молния» (нем: Kugelblitz) февраль-март 1943, Витебский, Городокский, Суражский районы
- «Громовой удар»[вд] (нем: Donnerkeil) март 1943, Витебский, Городокский, Меховский, Сиротинский, Полоцкий районы
- «Моросящий дождь» (нем: Regenschauer) апрель 1944, Полоцко-Лепельская партизанская зона[14]
- «Весенний праздник» (нем. Fruhlingfest), апрель-май 1944, Полоцко-Лепельская партизанская зона[15][16][17]